# Бугенвіль (острів)
Бугенві́ль (фр. Bougainville) — вулканічний острів у Тихому океані, найбільший у групі Соломонових островів. Є автономним краєм у складі Папуа Нова Гвінея.

## Природа
Острів омивається водами Тихого океану на сході та Соломоновим морем на заході. Східний берег більш розчленований, аніж західний. Але найбільші затоки розташовані все ж на західному узбережжі — Емпресс-Огаста в центрі та Метчин на півночі. На півночі біля Бугенвіля лежать кілька островів, серед яких найбільшим є Бука та острови Сапоса. На сході біля узбережжя розташований невеликий острів Таутсіна.
Поверхня острова гориста. На півночі є Імператорські гори заввишки до 2715 м — вулкан Бальбі, найвища точка цих гір і острова. На півдні на висоту 2210 м піднімається вулкан Такуан. У центрі ж острова висота рідко сягає позначки 1500 м. Великі низинні простори лежать на південному заході острова.
Острів помережений великою кількістю річок різної довжини. Серед найбільших виділяються річки басейну Тихого океану: Лалуаї, Таурі та Міво; басейну Соломонового моря — Уруаї, Аїта. Озер небагато — Лахала на південному сході, Біллі-Мітчелл у кратері згаслого вулкана в центральній частині.
Острів укритий вологими екваторіальними лісами.
Населення займається вирощуванням кокосової пальми, бананів. На острові є поклади олова, одне з найбільших родовищ міді у світі, ведеться видобуток золота.

## Історія
Названий на честь французького мореплавця та природознавця Луї Антуана де Бугенвіля.

Республіка Північні Соломонові Острови

Мешканці острова вже кілька десятиліть борються за державну незалежність.
1975 року було проголошено республіку Північних Соломонових Островів. Але ця спроба закінчилася невдачею. Удруге незалежність було проголошено 1990 року. Під час збройних сутичок загинуло 15 тисяч осіб.
1998 року бойові дії було припинено. Унаслідок мирних переговорів 2001 року було досягнуто компромісу: острів (і дрібні прилеглі) отримав статус Автономного регіону і право на утворення власного уряду.
У грудні 2019 року на острові було проведено законний референдум, 98 % учасників якого підтримали ідею незалежності острова від Папуа Нової Гвінеї. Згоду на створення нової країни має затвердити парламент.

## Цікаві факти
- Згідно з висновками шведських учених з університету Упсали, представники народу і (Китай) та папуаси острова Бугенвіль є найближчими родичами денисівської людини з усіх сучасних народів Землі[4].
- У мові тубільців острова Бугенвіль, ротокас, найкоротший алфавіт — 12 літер (передають 11 звуків).